# Geek
Ordet geek er et slang-udtryk, der oprindeligt blev benyttet til at beskrive excentriske eller ikke-mainstream mennesker; i dets nuværende brug, antyder ordet typisk til en ekspert, en entusiast eller en person, der er optaget af en hobby eller en intellektuel udøvelse, med en generelt nedsættende betydning af en ejendommelig person, især om en der opfattes som overdreven intellektuel, ikke-modebevidst eller socialt akavet.
Til trods for at udtrykket ofte opfattes som nedsættende, så benyttes det også som en selvreference uden nag eller som en kilde til stolthed. Betydningen af udtrykket har udviklet sig til også at omfatte en person, der er interesseret i et emne (almindeligvis intellektuelt eller komplekst) for dets egen skyld.